# Ronald Woodson Harris
Ronald Woodson „Mazel” Harris (ur. 3 września 1948 w Canton) – amerykański bokser kategorii lekkiej, a później średniej, mistrz olimpijski z 1968.

## Kariera amatorska
W latach 1966–1968 zdobywał tytuł amatorskiego mistrza USA (AAU) w wadze lekkiej, a w 1968 wygrał również turniej Golden Gloves (Złote Rękawice). Podczas igrzysk panamerykańskich w 1967 w Winnipeg zdobył brązowy medal w wadze lekkiej, przegrywając w półfinale z Enrique Regüeiferosem z Kuby.
Na letnich igrzyskach olimpijskich w 1968 w Meksyku zdobył złoty medal w kategorii lekkiej, wygrywając w finale z obrońcą tytułu Józefem Grudniem.

## Kariera zawodowa
Rozpoczął karierę zawodową w 1971, walcząc w kategorii średniej. Wygrał kolejno 29 walk, a wśród pokonanych znaleźli się tacy pięściarze jak Sugar Ray Seales, Alan Minter czy Gratien Tonna. 5 maja 1978 w Buenos Aires przegrał walkę o tytuł mistrza świata WBA i WBC wagi średniej z obrońcą tytułu Argentyńczykiem Hugo Corro. Zakończył karierę w 1982.